# Sent Amanç de Pelagal
Sent Amanç de Pelagal (en francès Saint-Amans-de-Pellagal) és un municipi francès situat al departament de Tarn i Garona i a la regió d'Occitània.

## Demografia
| 1962                                       | 1968 | 1975 | 1982 | 1990 | 1999 | 2007 |
| ------------------------------------------ | ---- | ---- | ---- | ---- | ---- | ---- |
| 269                                        | 295  | 268  | 232  | 224  | 206  | 237  |
| Des de 1962: població sense dobles comptes |      |      |      |      |      |      |

## Administració
| Període   | Identitat            | Partit |
| --------- | -------------------- | ------ |
| 1995-2008 | Jean-Marie Grauliére |        |
| 2008-     | Pascal Aurientis     |        |